# Hermann von Meyer
Christian Erich Hermann von Meyer (3 de septiembre de 1801 – 2 de abril de 1869) fue un paleontólogo alemán.
En 1832 publica su trabajo Palaeologica. A lo largo de varios años, publica una serie de memorias de vestigios de varios fósiles orgánicos: moluscos, crustáceos, peces y vertebrados mayores. 
Sus investigaciones más elaboradas correspondieron a los anfibios del Carbonífero, los reptiles del Pérmico y los anfibios y reptiles del Triásico. Los resultados de estos estudios fueron compilados en su gran obra Zur Fauna der Vorwelt (1845-1860), profusamente ilustrada por el propio von Meyer. 
En colaboración con W. Dunker y Karl Alfred von Zittel publicó la Palaeontographica, que comenzó en 1851. 
Fue galardonado con la medalla Wollaston por la Geological Society of London en 1858.

## Abreviatura (zoología)
La abreviatura von Meyer  se emplea para indicar a Hermann von Meyer como autoridad en la descripción y taxonomía en zoología.